# Marinosz (geográfus)
Marinosz (150 körül) geográfus
Egyedül Klaudiosz Ptolemaiosz tesz említést róla, életéről semmit sem tudunk.  Alapos kutató volt, ki a térképek egy új faját készítette, melyet aztán Ptolemaiosz is elfogadott. Hibázott annyiban, hogy a földrajzi hosszúságokat éppúgy mint a szélességeket egyenes vonalakkal jelölte. A délkört a Boldogok szigetén keresztül vonta, a Föld kerületét 180,000 stadiumnyi hosszúságra határozta meg. Munkái elvesztek.